# Tornado of Souls
Tornado of Souls är en låt av det amerikanska thrash metal-bandet Megadeth. Låten ingick 1990 på albumet Rust in Peace och är känd som ett av bandets bästa låtar på grund av dess tekniska komplexitet i kombination med Dave Mustaines mörka låttext. Marty Friedmans gitarrsolo är välkänt och innehåller bland annat tempoväxlingar som är mycket svåra att spela. Den anses nu vara en av de bästa metallåtarna som skapats, den har blivit framröstad som bästa metallåt flera gånger. 